# Игошин, Алексей Дмитриевич
Алексей Дмитриевич Игошин (1921—1973) — командир взвода 17-й отдельной гвардейской разведывательной роты (15-я гвардейская стрелковая дивизия, 37-я армия, 3-й Украинский фронт), гвардии старшина.

## Биография
Алексей Дмитриевич Игошин родился в крестьянской семье в городе Бугуруслан Оренбургской губернии (в настоящее время Оренбургская область). Окончил 6 классов школы. Работал на электростанции.
В 1941 году Бугурусланским райвоенкоматом Чкаловской области был призван в ряды Красной армии. На фронтах Великой Отечественной войны с боёв под Брестом. Воевал под Сталинградом и Харьковом. С ноября 1942 года служил в разведывательной роте.
В бою 9 ноября 1943 года гвардии красноармеец Игошин ворвался в расположение противника в селе Новоивановка Криворожского района и обнаружил пулемёт, ведущий огонь по боевым порядкам подразделений Красной армии. Игошин из автомата начал обстреливать крышу дома, чем вызвал бегство 3-х солдат противника. 2-х он при этом уничтожил, а третьему дал возможность укрыться и взял его в плен. Он оказался обер-ефрейтором штурмового батальона. Приказом по 37-й армии от 18 декабря 1943 года он был награждён орденом Красной Звезды.
В ночь с 7 на 8 октября 1943 года гвардии ефрейтор Игошин в том же районе с группой разведчиков с заданием добыть контрольного пленного подобрался к траншее противника, где было шестеро солдат. По приказу старшего группы Игошин обошёл траншею и занял позицию на правом фланге. Когда группа атаковала траншею, солдаты противника обратились в бегство, Игошин встретил их огнём автомата и уничтожил 4-х солдат, и дал возможность остальным взять в плен пятого, а также доставил документы с убитых. Приказом по 15-й гвардейской стрелковой дивизии от 22 октября 1943 года он был награждён вторым орденом Красной Звезды.
В бою 28 ноября 1943 года в селе Красное Криворожского района гвардии ефрейтор Игошин первым подполз к траншеям противника и забросал их гранатами. Его примеру последовали и остальные разведчики. Бой разведротой был выигран. За мужество и героизм в боях против немецко-фашистских захватчиков приказом по 15-й гвардейской стрелковой дивизии от 15 января 1944 года он был награждён медалью «За отвагу».
В разведке командир отделения гвардии сержант Игошин, объяснив разведчикам поставленную задачу, 17 февраля 1944 года повёл бойцов в расположение противника в районе села Высокое Поле. Обнаружив блиндаж, Игошин кинул внутрь противотанковую гранату. Все 7 солдат противника в блиндаже были убиты. Напуганные солдаты противника из второго блиндажа начали выбегать из него и были захвачены в плен отделением. Один из солдат попытался убежать и был уничтожен автоматным огнём Игошина, а 3 взяты в плен и доставлены в подразделение. Приказом по 15-й гвардейской стрелковой дивизии от 25 марта 1944 года он был награждён орденом Славы 3-й степени.
Гвардии старший сержант Игошин 7 сентября 1944 года в районе населённого пункта Стопница в Свентокшиском воеводстве, после тщательного изучения местности, повёл группу разведчиков с задачей, взять контрольного пленного. Они внезапно атаковали 7 солдат противника, работавших на строительстве оборонительных сооружений, убили 6-х из них, а обер-ефрейтора взяли в плен. Приказом по 5-й гвардейской армии от 7 сентября 1944 года он был награждён орденом Красного Знамени.
В ночь на 24 сентября 1944 года в том же районе гвардии старший сержант Игошин провёл своё отделение через труднопроходимую болотистую местность и устроил засаду возле шоссе. Проходившую автомашину с солдатами противника остановили брошенной гранатой и автоматным огнём. Было уничтожено 6 солдат противника, находившихся в машине, и взят в плен обер-ефрейтор. Приказом по 5-й гвардейской армии от 30 сентября 1944 года он был награждён орденом Славы 2-й степени.
В ночном поиске 1—3 декабря 1944 года в районе Стопницы гвардии старшина Игошин, командуя взводом, преодолел 2 минных поля и проволочное заграждение противника. Обнаружив траншею с пятью солдатами противника, Игошин ворвался в неё и схватил одного солдата, ранив его в ногу. Всего разведчиками было захвачено 6 пленных, но 5 из них умерли от полученных ранений. В расположение части был доставлен живым только один, захваченный Игошиным. 
19 января 1945 года, командуя взводом, в наступательных боях в районе Оппельна, уничтожил 30 солдат противника. В дальнейшем, при развитии наступления, захватил в плен 120 солдат и офицеров противника.
В боях за плацдарм на левом берегу реки Одер 27 января 1945 года в районе Прейсдорф отразил со взводом 2 контратаки противника. Лично Игошин уничтожил 6 солдат противника и 11 взял в плен. Указом Президиума Верховного Совета СССР от 27 июня 1945 года гвардии старшина Игошин был награждён орденом Славы 1-й степени.
Гвардии старшина Игошин был демобилизован в июле 1946 года. Жил в Орске. Работал инструментальщиком на заводе сборного железобетона
Скончался Алексей Дмитриевич Игошин 31 мая 1973 года.